# Ластівка мала
Ластівка мала (Riparia paludicola) — вид горобцеподібних птахів родини ластівкових (Hirundinidae).

## Поширення
Вид поширений в Африці південніше Сахари, включаючи Мадагаскар, а також є ізольована популяція в Марокко. Хоча деякі підвиди ведуть осілий спосіб життя, більшість південних популяцій є частковими мігрантами. Мешкає у різноманітних середовищах неподалік річок та озер.

## Опис
Ластівка середнього розміру, з довжиною тіла приблизно 11–12 см. Крила відносно довгі, розмах крил 26–27 см. Хвіст досить вузький і короткий. Оперення від оливкового до коричневого кольору, крила та хвостове пір'я зазвичай здаються темнішими.

## Підвиди
- R. p. paludicola (Vieillot, 1817), Південна Африка.
- R. p. paludibula (Rüppell, 1835), Західна Африка.
- R. p. ducis Reichenow, 1908, Східна Африка.
- R. p. mauretanica (Meade-Waldo, 1901), Марокко.
- R. p. newtoni Bannerman, 1937, Камерун.
- R. p. schoensis Reichenow, 1920, Ефіопське нагір'я.
- R. p. minor (Cabanis, 1851), Сенегал, Гамбія, Судан і Ефіопія.

Riparia cowani раніше вважався підвидом малої ластівки. однак у 2024 році він був визнаний окремим видом.